# 愛媛県道229号鳥首五十崎線
愛媛県道229号鳥首五十崎線 （えひめけんどう229ごう とりくびいかざきせん）は、愛媛県大洲市から喜多郡内子町に至る一般県道である。

## 概要
大洲市成能から喜多郡内子町五十崎甲に至る。

### 路線データ
- 起点：大洲市成能（国道197号交点）
- 終点：喜多郡内子町五十崎甲（愛媛県道56号内子河辺野村線交点）

## 地理

### 通過する自治体
- 愛媛県
  - 大洲市 - 喜多郡内子町

### 交差する道路
| 交差する道路                | 市町村名 | 市町村名 | 交差する場所 | 交差する場所 |
| --------------------------- | -------- | -------- | ------------ | ------------ |
| 国道197号                   | 大洲市   | 大洲市   | 成能         | 起点         |
| 愛媛県道310号山鳥坂明荷谷線 | 大洲市   | 大洲市   | 成能         |              |
| 愛媛県道56号内子河辺野村線  | 喜多郡   | 内子町   | 五十崎甲     | 終点         |

### 沿線
- 大洲成能簡易郵便局
- 肱川